# Pam Piercy
Pam Piercy (geb. Cockcroft; * 4. Juli 1937) ist eine ehemalige britische Mittelstreckenläuferin und Sprinterin.
Bei den Europameisterschaften 1962 in Belgrad erreichte sie über 400 Meter das Halbfinale.
1966 wurde sie für England startend bei den British Empire and Commonwealth Games in Kingston Siebte über 880 Yards und schied über 440 Yards im Vorlauf aus. Bei den Europameisterschaften in Budapest kam sie über 800 Meter auf den vierten Platz.
1960 wurde sie Englische Meisterin über 440 Yards und 1964 Englische Hallenmeisterin über 600 Yards.

## Persönliche Bestzeiten
- 440 Yards: 55,3 s, 7. Juli 1962, London (entspricht 55,0 s über 400 m)
- 800 m: 2:04,1 min, 4. September 1966, Budapest